# Notiogyne falcata
Notiogyne falcata is een spinnensoort in de taxonomische indeling van de hangmatspinnen (Linyphiidae).
Het dier behoort tot het geslacht Notiogyne. De wetenschappelijke naam van de soort werd voor het eerst geldig gepubliceerd in 2007 door Andrei V. Tanasevitch.